# كرة القدم في الألعاب الأولمبية الصيفية 2020 – نهائي بطولة السيدات
نهائي كرة القدم للسيدات في دورة الألعاب الأولمبية الصيفية 2020 كان مباراة كرة قدم أقيمت في استاد نيسان الدولي (يوكوهاما) في يوكوهاما، اليابان، في 6 أغسطس 2021 لتحديد بطل بطولة كرة القدم للسيدات في دورة الألعاب الأولمبية 2020. فاز المنتخب الكندي بأول ميدالية ذهبية له بعد الفوز على المنتخب السويدي 3–2 في ركلات الترجيح بعد أن انتهت المباراة 1–1 بعد الوقت الإضافي.

## الملعب
كانت المباراة النهائية في البداية مقررة أن تُقام في استاد اليابان الوطني في طوكيو في الساعة 11:00 بتوقيت اليابان المحلي. طلب الفريقان تأخير وقت انطلاق المباراة بسبب المخاوف من الحرارة الزائدة؛ حيث كان استاد اليابان الوطني محجوزًا بالفعل لفعاليات ألعاب القوى في المساء، لذا تم نقل المباراة إلى الساعة 21:00 بتوقيت اليابان المحلي في استاد نيسان الدولي في يوكوهاما في يوكوهاما.

## الطريق إلى النهائي
| قالب:بيانات بلد سوي                                                                         | قالب:بيانات بلد سوي                                                                         | الجولة           | كندا                                                                                          | كندا                                                                                          |
| ------------------------------------------------------------------------------------------- | ------------------------------------------------------------------------------------------- | ---------------- | --------------------------------------------------------------------------------------------- | --------------------------------------------------------------------------------------------- |
| الخصم                                                                                       | النتيجة                                                                                     | مرحلة المجموعات  | الخصم                                                                                         | النتيجة                                                                                       |
| الولايات المتحدة                                                                            | 3–0                                                                                         | المباراة 1       | اليابان                                                                                       | 1–1                                                                                           |
| أستراليا                                                                                    | 4–2                                                                                         | المباراة 2       | تشيلي                                                                                         | 2–1                                                                                           |
| نيوزيلندا                                                                                   | 2–0                                                                                         | المباراة 3       | بريطانيا العظمى                                                                               | 1–1                                                                                           |
| الفريق الفائز بالمجموعة G ‏ قالب:Football at the 2020 Summer Olympics – Women's group tables | الفريق الفائز بالمجموعة G ‏ قالب:Football at the 2020 Summer Olympics – Women's group tables | الترتيب النهائي  | الفريق الوصيف في المجموعة E ‏ قالب:Football at the 2020 Summer Olympics – Women's group tables | الفريق الوصيف في المجموعة E ‏ قالب:Football at the 2020 Summer Olympics – Women's group tables |
| الخصم                                                                                       | النتيجة                                                                                     | مرحلة الإقصائيات | الخصم                                                                                         | النتيجة                                                                                       |
| اليابان                                                                                     | 3–1                                                                                         | ربع النهائي      | البرازيل                                                                                      | 0–0 (ب.و.إ.) (4–3 ج.)                                                                         |
| أستراليا                                                                                    | 1–0                                                                                         | نصف النهائي      | الولايات المتحدة                                                                              | 1–0                                                                                           |

## المباراة

### التفاصيل
| السويد                                             | 1–1 (ب.و.إ.)               | كندا                                          |
| -------------------------------------------------- | -------------------------- | --------------------------------------------- |
| - بلاكستينيوس 34'                                  | تقرير (TOCOG) تقرير (FIFA) | - فليمنغ 68' (ركلة.)                          |
| ركلات الترجيح                                      |                            |                                               |
| - أسلاني - بيورن - شوغ - أنفيغارد - سيغر - أندرسون | 2–3                        | - فليمنغ - لورنيس - جيلس - ليون - روز - غروسو |

| السويد | كندا |

| GK              | 1  | هيدفيج ليندال              |      |      |
| RB              | 4  | هانا غلاس                  |      |      |
| CB              | 13 | أماندا إليستيدت            |      | 120' |
| CB              | 14 | ناتالي بيورن               |      |      |
| LB              | 6  | ماغدالينا أريكسون          |      | 75'  |
| CM              | 16 | Filippa Angeldal           |      | 75'  |
| CM              | 17 | كارولين سيغر (قائد الفريق) |      |      |
| RW              | 10 | صوفيا ياكوبسون             |      | 75'  |
| AM              | 9  | كوسوفاري أسلاني            | 104' |      |
| LW              | 18 | فريدولينا رولفو            |      | 106' |
| CF              | 11 | ستينا بلاكستينيوس          |      | 106' |
| البدلاء:        |    |                            |      |      |
| DF              | 2  | جونا اندريسون              |      | 75'  |
| MF              | 5  | هانا بينيسون               |      | 75'  |
| FW              | 8  | لينا هورتيغ                |      | 75'  |
| FW              | 19 | آنا أنفيغورد               |      | 106' |
| MF              | 15 | أوليفيا سشوجه              |      | 106' |
| DF              | 3  | Emma Kullberg              |      | 120' |
| المدير الفني:   |    |                            |      |      |
| بيتر غيرهاردسون |    |                            |      |      |

| GK            | 1  | ستيفاني لابي                  |     |        |
| RB            | 10 | آشلي لورنيس                   |     |        |
| CB            | 14 | فانيسا غيليس                  |     |        |
| CB            | 3  | كاديشا بوكانان                |     |        |
| LB            | 2  | أليشا تشابمان                 |     | 93'    |
| DM            | 11 | ديزيري سكوت                   |     | 120+2' |
| CM            | 17 | جيسي فليمينغ                  |     |        |
| CM            | 5  | كوين                          |     | 46'    |
| AM            | 12 | كرستين سينكلير (قائدة الفريق) |     | 86'    |
| CF            | 16 | Janine Beckie                 | 27' | 46'    |
| CF            | 15 | نيكول برينس                   |     | 63'    |
| البدلاء:      |    |                               |     |        |
| MF            | 7  | جوليا غروسو                   |     | 46'    |
| FW            | 9  | أدريانا ليون                  |     | 46'    |
| FW            | 6  | ديين روز                      |     | 63'    |
| FW            | 19 | جوردين هويتيما                |     | 86'    |
| DF            | 8  | Jayde Riviere                 |     | 93'    |
| DF            | 4  | شيلينا زادورسكي               |     | 120+2' |
| المدير الفني: |    |                               |     |        |
| Bev Priestman |    |                               |     |        |

| مساعدو الحكم: إكاترينا كوروتشكينا (روسيا) سانجا روداك (كرواتيا) الحكم الرابع: ساليما موكاسانجا (رواندا) مساعد الحكم الاحتياطي: كيم كيونغ مين (كوريا الجنوبية) حكم الفيديو: بيبيانا شتاينهاوس (ألمانيا) مساعد حكم الفيديو: ماركو غويدا (إيطاليا) |

<sections end=Line-ups />

### الإحصائيات
| الإحصائية            | السويد | كندا |
| -------------------- | ------ | ---- |
| الأهداف المسجلة      | 1      | 1    |
| إجمالي التسديدات     | 24     | 14   |
| التسديدات على المرمى | 3      | 3    |
| التصديات             | 2      | 2    |
| حيازة الكرة          | 54%    | 46%  |
| ركلات الزاوية        | 14     | 5    |
| الأخطاء المرتكبة     | 12     | 9    |
| التسللات             | 1      | 0    |
| البطاقات الصفراء     | 1      | 1    |
| البطاقات الحمراء     | 0      | 0    |

### المشاهدة
على الرغم من إقامة المباراة في وقت مبكر من الصباح في كندا، إلا أن المباراة شاهَدها 4.4 مليون كندي عبر قناة شبكة سي بي سي، مما جعلها الحدث الأكثر مشاهدة في الألعاب في كندا.

### روابط خارجية
- السويد 🇸🇪 ضد كندا 🇨🇦 | كرة القدم النسائية ⚽️🥇 مباراة نهائي الذهب | إعادة المباريات في طوكيو

قالب:منتخب السويد لكرة القدم للسيدات
قالب:مباريات منتخب كندا لكرة القدم للسيدات
قالب:كرة القدم في دورة الألعاب الأولمبية الصيفية 2020 - شارة التنقل